# فيل وايتهيد
فيل وايتهيد (بالإنجليزية: Phil Whitehead)‏ (17 ديسمبر 1969 في المملكة المتحدة - ) هو لاعب كرة قدم بريطاني في مركز حراسة المرمى. لعب مع أكسفورد يونايتد وبرادفورد سيتي وسكونثورب يونايتد ونادي بارنسلي ونادي ترانمير روفرز لكرة القدم ونادي ريدنغ ونادي يورك سيتي ووست بروميتش ألبيون ونادي هاليفاكس تاون ونادي تاموورث وإف سي هاليفاكس تاون.

## وصلات خارجية
- فيل وايتهيد على موقع قاعدة بيانات كرة القدم.إي يو (الإنجليزية)
- فيل وايتهيد على موقع Soccerbase.com (لاعب) (الإنجليزية)